# Hernandia cordigera
Espèce
Hernandia cordigera est une espèce de plantes à fleurs de la famille des Hernandiacées endémique de Nouvelle-Calédonie.